# Witoscha Bistriza
Der FC Witoscha (bulgarisch: ФК Витоша) ist ein bulgarischer Fußballverein mit Sitz in Bistriza, einem Vorort von Sofia, der in der Südweststaffel der bulgarischen Dritten Liga (W Grupa) antritt. Er ist nach dem Witoscha-Gebirge benannt, in dem Bistriza liegt.
Witoscha wurde 1958 gegründet, der Verein spielte jedoch den Großteil seiner Geschichte in unteren Ligen. Im Jahr 2017 gelang Witoscha erstmals der Aufstieg in die Erste Liga (A Grupa). Der Verein stieg nach der Saison 2019/20 wider ab und wurde 2021 neu gegründet.
Der Verein wurde dadurch bekannt, dass der bulgarische Premierminister Bojko Borissow ein registrierter Spieler des Kaders in den unteren Ligen war. Die zunehmende Beliebtheit des Vereins aufgrund der Anwesenheit von Borissow führte dazu, dass sein Trainer und seine Spieler 2011 in der Fernsehserie BNT Taxi vorgestellt wurden.

## Geschichte

### 1958–2007: Regionalliga
Der Verein wurde 1958 gegründet und spielte in den Regionalligen, bis er 2007 in die dritte Liga aufstieg. Im bulgarischen Pokal 1972/73 erreichte er die Vorrunde, verlor jedoch schließlich mit 3:0 gegen Pirin Blagoewgrad.

### 2007–2016: Durchbruch in der Amateurliga und Zweite Liga
Von 2007 bis 2016 spielte die Mannschaft regelmäßig in der W-Grupa. Im Mai 2012 gewann Witoscha zum ersten Mal in seiner Geschichte den Amateurliga-Pokal und besiegte Dve Mogili im Endspiel mit 2:1. In der Saison 2012/13 belegte der Verein den zweiten Platz in der Südwest-Staffel der dritten Liga und schaffte zum ersten Mal in seiner Geschichte den Aufstieg in die professionelle Zweite Liga (B-Grupa) Bulgariens.
Während des bulgarischen Pokals 2013/14 besiegte Witoscha den FC Bansko mit einem Gesamtergebnis von 3:1 und erreichte damit zum ersten Mal überhaupt das Achtelfinale des bulgarischen Pokals. Zuvor war ihr höchster Erfolg das Erreichen der Runde der letzten 32 im bulgarischen Pokal 1972 gewesen.

### 2016–2020: Von der dritten zur ersten Liga, dann Auflösung
Witoscha beendete die W-Grupa 2015/16 auf dem zweiten Platz hinter ZSKA Sofia, stieg jedoch aufgrund der Einführung einer neuen Ligastruktur für die Zweite Liga erneut auf. In der Zwischenzeit begann der Verein mit Investitionen in eine Jugendakademie, die aus fünf Jugendmannschaften für die Saison 2016/17 bestand, und mit Umbauarbeiten am Vereinsstadion. Am 3. Mai 2017 präsentierte Witoscha ein Update seines aktuellen Vereinswappens. Einige Tage später, am 8. Mai 2017, unterzeichnete der Verein außerdem einen Sponsorenvertrag mit dem bulgarischen Glücksspielunternehmen Efbet für die nächsten zwei Spielzeiten.
Am 2. Juni 2017 gewann Witoscha das Play-off-Relegationsspiel gegen Neftochimik Burgas und schaffte zum ersten Mal in seiner Geschichte den Aufstieg in die höchste Spielklasse.
Trotz der schlechten Leistung in der regulären Saison der ersten Saison in der obersten Spielklasse, in der Witoscha mit der schlechtesten Verteidigung und dem schlechtesten Angriff den letzten Platz belegte und nur einen Sieg errang, vermied Witoscha den Abstieg aus der Ersten Liga 2017/18 und gewann die Play-offs gegen Pirin Blagoewgrad und Lokomotive Sofia. Witoscha verbesserte seine Leistung in der nächsten Saison und vermied erneut den Abstieg.
Die Saison 2019/20 verlief für Witoscha jedoch katastrophal. Das Team belegte in der regulären Saison mit nur einem Sieg den letzten Platz. Da die Anzahl der Spiele in der zweiten Phase für die Saison um die Hälfte reduziert wurde, stieg Witoscha rechnerisch bereits vor Beginn der Abstiegsphase ab. Damit endete ihr dreijähriger Aufenthalt in der bulgarischen Spitzenklasse.
Am 28. September 2020, nachdem mehrere Spiele der neuen Saison abgeschlossen waren, wurde die erste Mannschaft aufgelöst, während nur die Jugendmannschaften erhalten blieben.

### 2021–heute: Neugründung und Amateurligen
Am 25. Mai 2021 gab die Mannschaft bekannt, dass sie in die Dritte Liga eintreten werde, in der sie hauptsächlich mit Spielern der Jugendakademie und Nikolay Hristozov als Trainer spielen werde. Am Ende der Saison 2021/22 belegte Witoscha den zweiten Platz in der Südwest-Staffel, aber die Mannschaft stieg in die Zweite Liga auf, nachdem Zarsko Selo Sofia, das aus der Ersten Liga abgestiegen war, seine Auflösung bekannt und einen freien Platz in der zweiten Liga hinterließ. Der bulgarische Fußballverband gab Witoscha den Platz in der zweiten Liga, da er von allen zweitplatzierten Mannschaften aus den regionalen dritten Ligen die meisten Punkte gesammelt hatte.
Während der Saison 2022/23 qualifizierte sich Witoscha während seiner Teilnahme in der Zweiten Liga auch für den bulgarischen Pokal. Witoscha zeigte eine überraschende Leistung, indem er in der Runde der letzten 32 den Erstligisten FC Botew Wraza eliminierte, nachdem er bereits in der ersten Runde Chernolomets Popowo eliminiert hatte.

## Ehrungen
Bulgarische Erste Liga :
- 13. Platz (2): 2016/17 , 2018/19

Pokal der bulgarischen Amateurfußballliga
- Gewinner (2): 2012, 2022

Bulgarischer Pokal
- Achtelfinale (2): 2013/14 , 2018/19

## Spieler

### Aktueller Kader
Stand 1. Mai 2023
| 12 | Bulgarien | Zwetelin Stavrev |
| 25 | Bulgarien | Kaloyan Petkov   |

| 04 | Bulgarien | Ivo Harizanov      |
| 05 | Bulgarien | Giulio Charlov     |
| 06 | Bulgarien | Teodor Dimitrow    |
| 11 | Bulgarien | Steven Slavkov     |
| 16 | Bulgarien | Martin Fotirov     |
| 24 | Bulgarien | Kristiyan Dimitrov |
| 27 | Bulgarien | Slavi Paskalev     |
| 77 | Bulgarien | Plamen Krumov      |
|    | Bulgarien | Kristiyan Uzunov   |

| 07 | Bulgarien | Kristiyan Kochilov |
| 08 | Bulgarien | Kiril Janakjew     |
| 10 | Bulgarien | Georgi Amzin       |
| 18 | Bulgarien | Stanislaw Petrow   |
| 22 | Bulgarien | Krasimir Panchev   |
| 80 | Bulgarien | Martin Stankew     |
| 88 | Bulgarien | David Ganchev      |

| 23 | Bulgarien | Emil Gargorov      |
| 41 | Bulgarien | Deyan Hristov      |
| 77 | Bulgarien | Zwetomir Wachow    |
| 86 | Bulgarien | Valeri Bojinov     |
| 99 | Bulgarien | Hristiyan Dimitrov |

Hinweis: Flaggen kennzeichnen die Nationalmannschaft im Sinne der FIFA-Zulassungsbestimmungen. Spieler können mehr als eine Nicht-FIFA-Nationalität besitzen.